# 1. Fußball-Club Nürnberg Verein für Leibesübungen 1984-1985
Questa voce raccoglie le informazioni riguardanti il 1. Fußball-Club Nürnberg Verein für Leibesübungen nelle competizioni ufficiali della stagione 1984-1985.

## Stagione
Nella stagione 1984-1985 il Norimberga, allenato da Heinz Höher, concluse il campionato di 2. Bundesliga al 1º posto. In Coppa di Germania il Norimberga fu eliminato al secondo turno dal Saarbrücken.

## Rosa
| N. |                     | Ruolo | Calciatore          |
| -- | ------------------- | ----- | ------------------- |
|    | Germania (bandiera) | P     | Roland Grüner       |
|    | Germania (bandiera) | P     | Herbert Heider      |
|    | Polonia (bandiera)  | D     | Wenanty Fuhl        |
|    | Germania (bandiera) | D     | Udo Horsmann        |
|    | Germania (bandiera) | D     | Norbert Wagner      |
|    | Germania (bandiera) | D     | Horst Weyerich      |
|    | Germania (bandiera) | C     | Ulrich Bittorf      |
|    | Germania (bandiera) | C     | Hans-Jürgen Brunner |
|    | Germania (bandiera) | C     | Thomas Brunner      |
|    | Germania (bandiera) | C     | Hans Dorfner        |
|    | Germania (bandiera) | C     | Reiner Geyer        |
|    | Germania (bandiera) | C     | Roland Grahammer    |

| N. |                     | Ruolo | Calciatore         |
| -- | ------------------- | ----- | ------------------ |
|    | Norvegia (bandiera) | C     | Bjørn Gulden       |
|    | Germania (bandiera) | C     | Günter Güttler     |
|    | Germania (bandiera) | C     | Dieter Lieberwirth |
|    | Germania (bandiera) | C     | Frank Nitsche      |
|    | Germania (bandiera) | C     | Stefan Reuter      |
|    | Germania (bandiera) | C     | Gert Rosemann      |
|    | Germania (bandiera) | C     | Jörg Tauchmann     |
|    | Germania (bandiera) | C     | Manfred Walz       |
|    | Germania (bandiera) | A     | Dieter Eckstein    |
|    | Germania (bandiera) | A     | Fred Klaus         |
|    | Germania (bandiera) | A     | Rudolf Stenzel     |

## Organigramma societario
Area tecnica
- Allenatore: Heinz Höher
- Allenatore in seconda:
- Preparatore dei portieri:
- Preparatori atletici:

## Calciomercato

### Sessione estiva
| Acquisti | Acquisti       | Acquisti           | Acquisti |
| R.       | Nome           | da                 | Modalità |
| -------- | -------------- | ------------------ | -------- |
| C        | Ulrich Bittorf | Bayer Leverkusen   |          |
| C        | Hans Dorfner   | Bayern Monaco      |          |
| D        | Wenanty Fuhl   | Wiener SC          |          |
| P        | Roland Grüner  | Kaiserslautern     |          |
| C        | Bjørn Gulden   | Strømsgodset       |          |
| C        | Günter Güttler | Malines            |          |
| D        | Udo Horsmann   | Rennes             |          |
| C        | Detlef Krella  | Bochum             |          |
| C        | Frank Nitsche  | Eintracht Bamberga |          |
| A        | Rudolf Stenzel | SpVgg Landshut     |          |
| D        | Norbert Wagner | Amberg             |          |
| C        | Manfred Walz   | Borussia Dortmund  |          |

| Cessioni | Cessioni             | Cessioni               | Cessioni |
| R.       | Nome                 | a                      | Modalità |
| -------- | -------------------- | ---------------------- | -------- |
| A        | Rüdiger Abramczik    | Galatasaray            |          |
| A        | Norbert Blabl        | Norimberga II          |          |
| A        | Manfred Burgsmüller  | RW Oberhausen          |          |
| D        | Norbert Eder         | Bayern Monaco          |          |
| D        | Anders Giske         | Bayer Leverkusen       |          |
| D        | Werner Habiger       | Offenburger            |          |
| A        | Werner Heck          | Waldhof Mannheim       |          |
| C        | Herbert Heidenreich  | Bayreuth               |          |
| C        | Reinhold Hintermaier | Eintracht Braunschweig |          |
| D        | Alois Reinhardt      | Bayer Leverkusen       |          |
| C        | Thomas Roßberger     | Darmstadt              |          |
| D        | Jürgen Täuber        | Eintracht Bamberga     |          |
| A        | Dieter Trunk         | Kaiserslautern         |          |
| C        | Klaus Wabra          | Norimberga II          |          |

### Sessione invernale
| Acquisti | Acquisti | Acquisti | Acquisti |
| R.       | Nome     | da       | Modalità |
| -------- | -------- | -------- | -------- |

| Cessioni | Cessioni      | Cessioni      | Cessioni |
| R.       | Nome          | a             | Modalità |
| -------- | ------------- | ------------- | -------- |
| P        | Rudolf Kargus | Karlsruhe     |          |
| C        | Detlef Krella | RW Oberhausen |          |

## Risultati

### 2. Bundesliga

#### Girone di andata
| Norimberga 9 agosto 1984, ore 20:15 CEST 1ª giornata | Norimberga | 0 – 0 referto | Hertha Berlino | Städtisches Stadion (13 500 spett.)\| Arbitro: \| Werner \| |
| Arbitro:                                             | Werner     |               |                |                                                             |

| Arbitro: | Kriegelstein |

|                                      |           |                           |
| Gue 39’, 43’ Gerber 49’ Hartmann 62’ | Marcatori | 9’ Nitsche 37’ Lottermann |

| Arbitro: | Matheis |

|                           |           |  |
| Schwarz 28’ Vorreiter 67’ | Marcatori |  |

| Arbitro: | Tritschler |

|                             |           |                |
| Weyerich 43’ Lottermann 67’ | Marcatori | 16’ Struckmann |

| Arbitro: | Neuner |

|  |           |              |
|  | Marcatori | 22’ Eckstein |

| Arbitro: | Retzmann |

|                                                              |           |  |
| Güttler 7’, 21’, 53’ Dorfner 36’ Weyerich 71’ Lottermann 87’ | Marcatori |  |

| Arbitro: | Föckler |

|           |           |                          |
| Jeske 51’ | Marcatori | 55’ Bittorf 88’ Eckstein |

| Arbitro: | Schütte |

|           |           |                        |
| Geyer 61’ | Marcatori | 20’ Szesni 70’ Blättel |

| Arbitro: | Pauly |

|                                     |           |                                                   |
| Brunner 33’ (aut.) Trapp 38’ (rig.) | Marcatori | 66’ (aut.) Brummer 71’ Dorfner 81’ (rig.) Brunner |

| Arbitro: | Zimmermann |

|                                   |           |            |
| Bittorf 71’ Lottermann 83’ (rig.) | Marcatori | 39’ Gaedke |

| Arbitro: | Puchalski |

|                          |           |  |
| Wenzel 62’ Bargfrede 72’ | Marcatori |  |

| Arbitro: | Jupe |

|             |           |           |
| Dorfner 23’ | Marcatori | 90’ Allig |

| Arbitro: | Uhlig |

|                   |           |             |
| Hach 38’ Ruof 85’ | Marcatori | 12’ Stenzel |

| Arbitro: | Reinstädtler |

|                                 |           |  |
| Eckstein 59’ Bittorf 90’ (rig.) | Marcatori |  |

| Arbitro: | Wuttke |

|                           |           |                             |
| Birner 42’, 62’ Hauck 77’ | Marcatori | 45’ Eckstein 83’ Lottermann |

| Arbitro: | Kost |

|                       |           |              |
| Nitsche 31’ Geyer 81’ | Marcatori | 83’ Eggeling |

| Arbitro: | Kautschor |

|  |           |                    |
|  | Marcatori | 84’ (rig.) Bittorf |

| Arbitro: | Dellwing |

|                         |           |                      |
| Dorfner 20’ Güttler 90’ | Marcatori | 47’ Kuhl 53’ Sánchez |

| Arbitro: | Schäfer |

|                                                           |           |  |
| Bakalorz 27’ Knauf 32’ (rig.) Cestonaro 68’ Deuerling 87’ | Marcatori |  |

#### Girone di ritorno
| Arbitro: | Pauly |

|  |           |                             |
|  | Marcatori | 6’ Eckstein 13’, 21’ Reuter |

| Arbitro: | Theobald |

|                         |           |  |
| Stenzel 4’ Eckstein 52’ | Marcatori |  |

| Arbitro: | Bodmer |

|                                       |           |              |
| Grahammer 20’ Gulden 42’ Eckstein 90’ | Marcatori | 45’ Rohatsch |

| Arbitro: | Kriegelstein |

|              |           |                                      |
| Notthoff 69’ | Marcatori | 18’ (rig.) Brunner 36’, 70’ Eckstein |

| Arbitro: | Bruch |

|                             |           |          |
| Güttler 26’ Lieberwirth 27’ | Marcatori | 37’ Zele |

| Arbitro: | Waltert |

|                              |           |  |
| Kirschner 38’ Kurtenbach 61’ | Marcatori |  |

| Arbitro: | Wiesel |

|                                     |           |  |
| Nitsche 14’ Dorfner 16’ Güttler 36’ | Marcatori |  |

| Arbitro: | Wuttke |

|                                       |           |                       |
| Jambo 47’ (rig.) Blättel 58’ Seel 90’ | Marcatori | 8’ Geyer 52’ Eckstein |

| Norimberga 23 marzo 1985, ore 15:00 CET 28ª giornata | Norimberga | 0 – 0 referto | Kickers Offenbach | Städtisches Stadion (11 200 spett.)\| Arbitro: \| Probst \| |
| Arbitro:                                             | Probst     |               |                   |                                                             |

| Arbitro: | Reinstädtler |

|  |           |                       |
|  | Marcatori | 30’ Stenzel 63’ Geyer |

| Arbitro: | Kost |

|                       |           |              |
| Geyer 22’ Brunner 75’ | Marcatori | 18’ Beermann |

| Arbitro: | Mierswa |

|                       |           |           |
| Dauber 76’ Krella 88’ | Marcatori | 62’ Geyer |

| Arbitro: | Tritschler |

|                         |           |              |
| Reuter 24’ Eckstein 61’ | Marcatori | 85’ Willkomm |

| Arbitro: | Kasperowski |

|            |           |                                     |
| Kügler 62’ | Marcatori | 56’ Brunner 75’ Dorfner 81’ Brunner |

| Arbitro: | Huster |

|                                                      |           |                             |
| Brunner 4’ (rig.) Lieberwirth 48’ Bittorf 59’ (rig.) | Marcatori | 28’ (rig.) Kempa 51’ Birner |

| Arbitro: | Kautschor |

|                   |           |                    |
| Hotić 57’ Dum 82’ | Marcatori | 62’ (rig.) Bittorf |

| Arbitro: | Walz |

|                                       |           |  |
| Grahammer 8’ Eckstein 47’ Brunner 78’ | Marcatori |  |

| Arbitro: | Puchalski |

|  |           |                                             |
|  | Marcatori | 55’ Klaus 58’ Geyer 60’ Güttler 72’ Brunner |

| Arbitro: | Hontheim |

|                          |           |  |
| Eckstein 61’ Brunner 90’ | Marcatori |  |

### Coppa di Germania
| Arbitro: | Kautschor |

|           |           |                                                |
| Ozaki 96’ | Marcatori | 100’ (rig.) Brunner 112’ Güttler 118’ Weyerich |

| Arbitro: | Stark |

|                                                |           |             |
| Jambo 38’, 39’ (rig.) Hönnscheidt 60’ Seel 88’ | Marcatori | 46’ Stenzel |

## Statistiche

### Statistiche di squadra
| Competizione      | Punti | In casa | In casa | In casa | In casa | In casa | In casa | In trasferta | In trasferta | In trasferta | In trasferta | In trasferta | In trasferta | Totale | Totale | Totale | Totale | Totale | Totale | DR  |
| Competizione      | Punti | G       | V       | N       | P       | Gf      | Gs      | G            | V            | N            | P            | Gf           | Gs           | G      | V      | N      | P      | Gf     | Gs     | DR  |
| ----------------- | ----- | ------- | ------- | ------- | ------- | ------- | ------- | ------------ | ------------ | ------------ | ------------ | ------------ | ------------ | ------ | ------ | ------ | ------ | ------ | ------ | --- |
| 2. Bundesliga     | 50    | 19      | 14      | 4       | 1       | 40      | 14      | 19           | 9            | 0            | 10           | 31           | 31           | 38     | 23     | 4      | 11     | 71     | 45     | +26 |
| Coppa di Germania | -     | 0       | 0       | 0       | 0       | 0       | 0       | 2            | 1            | 0            | 1            | 4            | 5            | 2      | 1      | 0      | 1      | 4      | 5      | -1  |
| Totale            | 50    | 19      | 14      | 4       | 1       | 40      | 14      | 21           | 10           | 0            | 11           | 35           | 36           | 40     | 24     | 4      | 12     | 75     | 50     | +25 |

### Andamento in campionato
| Giornata  | 1  | 2  | 3  | 4  | 5  | 6 | 7 | 8 | 9 | 10 | 11 | 12 | 13 | 14 | 15 | 16 | 17 | 18 | 19 | 20 | 21 | 22 | 23 | 24 | 25 | 26 | 27 | 28 | 29 | 30 | 31 | 32 | 33 | 34 | 35 | 36 | 37 | 38 |
| --------- | -- | -- | -- | -- | -- | - | - | - | - | -- | -- | -- | -- | -- | -- | -- | -- | -- | -- | -- | -- | -- | -- | -- | -- | -- | -- | -- | -- | -- | -- | -- | -- | -- | -- | -- | -- | -- |
| Luogo     | C  | T  | T  | C  | T  | C | T | C | T | C  | T  | C  | T  | C  | T  | C  | T  | C  | T  | T  | C  | C  | T  | C  | T  | C  | T  | C  | T  | C  | T  | C  | T  | C  | T  | C  | T  | C  |
| Risultato | N  | P  | P  | V  | V  | V | V | P | V | V  | P  | N  | P  | V  | P  | V  | V  | N  | P  | V  | V  | V  | V  | V  | P  | V  | P  | N  | V  | V  | P  | V  | V  | V  | P  | V  | V  | V  |
| Posizione | 10 | 16 | 20 | 15 | 13 | 8 | 4 | 9 | 8 | 7  | 8  | 7  | 8  | 7  | 8  | 7  | 7  | 7  | 8  | 5  | 4  | 4  | 3  | 3  | 4  | 3  | 3  | 4  | 3  | 3  | 4  | 4  | 4  | 3  | 4  | 4  | 2  | 1  |

Legenda:

Luogo: C = Casa; T = Trasferta. Risultato: V = Vittoria; N = Pareggio; P = Sconfitta.

### Statistiche dei giocatori
!! colspan="4" | Totale

| Giocatore      | 2. Bundesliga | 2. Bundesliga | 2. Bundesliga | 2. Bundesliga | Coppa di Germania U. Bittorf | Coppa di Germania U. Bittorf | Coppa di Germania U. Bittorf | Coppa di Germania U. Bittorf | 30       | 6    | 8           | 0          | 2 | 0 | 2 | 0 | 32 | 6 | 10 | 0 |
| Giocatore      | Presenze      | Reti          | Ammonizioni   | Espulsioni    | Presenze                     | Reti                         | Ammonizioni                  | Espulsioni                   | Presenze | Reti | Ammonizioni | Espulsioni |   |   |   |   |    |   |    |   |
| H. Brunner     | 10            | 1             | 1             | 0             | 1                            | 0                            | 0                            | 0                            | 11       | 1    | 1           | 0          |   |   |   |   |    |   |    |   |
| T. Brunner     | 30            | 8             | 3             | 0             | 1                            | 1                            | 0                            | 0                            | 31       | 9    | 3           | 0          |   |   |   |   |    |   |    |   |
| H. Dorfner     | 34            | 6             | 4             | 0             | 2                            | 0                            | 0                            | 0                            | 36       | 6    | 4           | 0          |   |   |   |   |    |   |    |   |
| D. Eckstein    | 37            | 13            | 5             | 0             | 2                            | 0                            | 0                            | 0                            | 39       | 13   | 5           | 0          |   |   |   |   |    |   |    |   |
| W. Fuhl        | 8             | 0             | 1             | 0             | 0                            | 0                            | 0                            | 0                            | 8        | 0    | 1           | 0          |   |   |   |   |    |   |    |   |
| R. Geyer       | 27            | 7             | 4             | 0             | 1                            | 0                            | 0                            | 0                            | 28       | 7    | 4           | 0          |   |   |   |   |    |   |    |   |
| R. Grahammer   | 30            | 2             | 8             | 1             | 1                            | 0                            | 0                            | 0                            | 31       | 2    | 8           | 1          |   |   |   |   |    |   |    |   |
| R. Grüner      | 1             | 0             | 0             | 0             | 0                            | 0                            | 0                            | 0                            | 1        | 0    | 0           | 0          |   |   |   |   |    |   |    |   |
| B. Gulden      | 4             | 1             | 0             | 0             | 0                            | 0                            | 0                            | 0                            | 4        | 1    | 0           | 0          |   |   |   |   |    |   |    |   |
| G. Güttler     | 35            | 7             | 2             | 0             | 2                            | 1                            | 0                            | 0                            | 37       | 8    | 2           | 0          |   |   |   |   |    |   |    |   |
| H. Heider      | 25            | 0             | 0             | 0             | 1                            | 0                            | 0                            | 0                            | 26       | 0    | 0           | 0          |   |   |   |   |    |   |    |   |
| U. Horsmann    | 13            | 0             | 1             | 0             | 1                            | 0                            | 0                            | 0                            | 14       | 0    | 1           | 0          |   |   |   |   |    |   |    |   |
| R. Kargus      | 12            | 0             | 1             | 0             | 1                            | 0                            | 0                            | 0                            | 13       | 0    | 1           | 0          |   |   |   |   |    |   |    |   |
| F. Klaus       | 20            | 1             | 0             | 0             | 0                            | 0                            | 0                            | 0                            | 20       | 1    | 0           | 0          |   |   |   |   |    |   |    |   |
| D. Krella      | 7             | 0             | 1             | 0             | 1                            | 0                            | 0                            | 0                            | 8        | 0    | 1           | 0          |   |   |   |   |    |   |    |   |
| D. Lieberwirth | 31            | 2             | 4             | 0             | 2                            | 0                            | 0                            | 0                            | 33       | 2    | 4           | 0          |   |   |   |   |    |   |    |   |
| S. Lottermann  | 13            | 5             | 0             | 0             | 1                            | 0                            | 0                            | 0                            | 14       | 5    | 0           | 0          |   |   |   |   |    |   |    |   |
| F. Nitsche     | 25            | 3             | 2             | 0             | 2                            | 0                            | 0                            | 0                            | 27       | 3    | 2           | 0          |   |   |   |   |    |   |    |   |
| S. Reuter      | 25            | 3             | 2             | 0             | 1                            | 0                            | 1                            | 0                            | 26       | 3    | 3           | 0          |   |   |   |   |    |   |    |   |
| G. Rosemann    | 1             | 0             | 0             | 0             | 0                            | 0                            | 0                            | 0                            | 1        | 0    | 0           | 0          |   |   |   |   |    |   |    |   |
| R. Stenzel     | 26            | 3             | 0             | 0             | 1                            | 1                            | 0                            | 0                            | 27       | 4    | 0           | 0          |   |   |   |   |    |   |    |   |
| J. Tauchmann   | 2             | 0             | 0             | 0             | 1                            | 0                            | 0                            | 0                            | 3        | 0    | 0           | 0          |   |   |   |   |    |   |    |   |
| N. Wagner      | 25            | 0             | 1             | 0             | 0                            | 0                            | 0                            | 0                            | 25       | 0    | 1           | 0          |   |   |   |   |    |   |    |   |
| M. Walz        | 1             | 0             | 0             | 0             | 0                            | 0                            | 0                            | 0                            | 1        | 0    | 0           | 0          |   |   |   |   |    |   |    |   |
| H. Weyerich    | 11            | 2             | 2             | 0             | 1                            | 1                            | 0                            | 0                            | 12       | 3    | 2           | 0          |   |   |   |   |    |   |    |   |